# سخ (داغستان)
سخ (به لاتین: Sekh) یک منطقهٔ مسکونی در روسیه است که در داغستان واقع شده‌است.